# Aina Rambelo
Aina Benjamin Rambelo, né le 31 janvier 1991 à Bordeaux en France, est un joueur professionnel français de hockey sur glace qui joue avec les Boxers de Bordeaux au poste d'attaquant depuis 2014 et qui a été replacé en défense en 2017 .

## Carrière
Aina Rambelo est né à Bordeaux et a été formé chez les Boxers de Bordeaux depuis ses premiers pas sur la glace à l'âge de 7 ans. Élément très prometteur, il quitte Bordeaux à la fin de sa dernière année minime et poursuit sa formation à Amiens, dans l’un des clubs les plus réputés de France pour sa formation. Très vite il intègre les premiers trios des équipes de jeunes des Gothiques.
En parallèle de son parcours junior, il effectue une première saison en séniors en 2009, à Compiègne, club école d’Amiens, où il marque un but par match et près de deux points par rencontre. Dès la saison suivante, à 19 ans, il intègre l’équipe première des Gothiques en Ligue Magnus. Avec les Picards, il dispute plus de 110 rencontres, inscrivant plus de 10 points. Le point d’orgue de sa carrière amiénoise, il la connaît en séries, au cours d’un déplacement à Strasbourg où il inscrit deux buts et délivre une assistance dans une victoire 4-1 des siens.
La saison 2013-2014 est marquée par son départ de Picardie à destination de la Bretagne où il évolue chez les Albatros de Brest. Après une année délicate pour le club breton, Aina revient donc sur ses terres bordelaises en 2014 où il apporte son expérience (159 matchs de niveau Magnus) et sa polyvalence puisqu’il peut aussi bien évoluer en attaque qu’en défense. 
Il participe à la montée des Boxers de Bordeaux en Ligue Magnus en 2015.

## Clubs Successifs
- Boxers de Bordeaux : de 1998 à 2007 ;
- Gothiques d'Amiens : de 2007 à 2013 ;
- Albatros de Brest : de 2013 à 2014 ;
- Boxers de Bordeaux : depuis 2014.

## Palmarès
- 2007-2008 : champion de France U18 Élite[4] ;
- 2014-2015 : champion de France de Division 1[3].

## Statistiques
Pour la signification des abréviations, voir statistiques du hockey sur glace.
| Saison    | Équipe                 | Ligue        |    | Saison régulière | Saison régulière | Saison régulière | Saison régulière | Saison régulière |   | Séries éliminatoires | Séries éliminatoires | Séries éliminatoires | Séries éliminatoires | Séries éliminatoires |
| Saison    | Équipe                 | Ligue        | PJ | B                | A                | Pts              | Pun              | PJ               | B | A                    | Pts                  | Pun                  |                      |                      |
| 2007-2008 | Gothiques d'Amiens U18 | U18 Elite    | 13 | 13               | 11               | 24               | 14               |                  |   |                      |                      |                      |                      |                      |
| 2008-2009 | Gothiques d'Amiens U18 | U18 Elite    | 18 | 16               | 13               | 29               | 70               | 2                | 0 | 0                    | 0                    | 2                    |                      |                      |
| 2008-2009 | Gothiques d'Amiens U22 | U22 Elite    | 11 | 2                | 0                | 2                | 18               |                  |   |                      |                      |                      |                      |                      |
| 2009-2010 | Lions de Compiègne     | Division 3   | 10 | 10               | 8                | 18               | 6                |                  |   |                      |                      |                      |                      |                      |
| 2009-2010 | Gothiques d'Amiens U22 | U22 Elite    | 20 | 12               | 5                | 17               | 16               | 4                | 3 | 0                    | 3                    | 10                   |                      |                      |
| 2010-2011 | Gothiques d'Amiens     | Ligue Magnus | 23 | 1                | 1                | 2                | 0                | 9                | 0 | 0                    | 0                    | 2                    |                      |                      |
| 2010-2011 | Gothiques d'Amiens U22 | U22 Elite    | 16 | 8                | 13               | 21               | 18               | 4                | 1 | 1                    | 2                    | 2                    |                      |                      |
| 2011-2012 | Gothiques d'Amiens     | Ligue Magnus | 24 | 0                | 3                | 3                | 4                | 10               | 0 | 0                    | 0                    | 0                    |                      |                      |
| 2011-2012 | Gothiques d'Amiens U22 | U22 Elite    | 16 | 5                | 12               | 17               | 91               | 2                | 1 | 4                    | 5                    | 0                    |                      |                      |
| 2012-2013 | Gothiques d'Amiens     | Ligue Magnus | 25 | 2                | 1                | 3                | 0                | 5                | 2 | 1                    | 3                    | 2                    |                      |                      |
| 2012-2013 | Gothiques d'Amiens U22 | U22 Elite    | 18 | 9                | 11               | 20               | 36               | 3                | 0 | 0                    | 0                    | 4                    |                      |                      |
| 2013-2014 | Albatros de Brest      | Ligue Magnus | 26 | 2                | 3                | 5                | 10               | 7                | 0 | 1                    | 1                    | 4                    |                      |                      |
| 2014-2015 | Boxers de Bordeaux     | Division 1   | 22 | 1                | 2                | 3                | 12               | 8                | 3 | 2                    | 5                    | 2                    |                      |                      |
| 2015-2016 | Boxers de Bordeaux     | Ligue Magnus | 26 | 0                | 4                | 4                | 2                | 10               | 1 | 1                    | 2                    | 4                    |                      |                      |
| 2016-2017 | Boxers de Bordeaux     | Ligue Magnus | 44 | 2                | 3                | 5                | 43               | 11               | 0 | 0                    | 0                    | 6                    |                      |                      |
| 2017-2018 | Boxers de Bordeaux     | Ligue Magnus | 41 | 1                | 2                | 3                | 12               | 11               | 0 | 2                    | 2                    | 4                    |                      |                      |
| 2018-2019 | Boxers de Bordeaux     | Ligue Magnus | 44 | 1                | 5                | 6                | 10               | 7                | 0 | 1                    | 1                    | 16                   |                      |                      |
| 2019-2020 | Boxers de Bordeaux     | Ligue Magnus | 39 | 4                | 7                | 11               | 32               | 4                | 0 | 0                    | 0                    | 2                    |                      |                      |
| 2020-2021 | Boxers de Bordeaux     | Ligue Magnus | 23 | 1                | 3                | 4                | 28               | -                | - | -                    | -                    | -                    |                      |                      |
| 2021-2022 | Boxers de Bordeaux     | Ligue Magnus | 41 | 1                | 5                | 6                | 48               | 4                | 0 | 0                    | 0                    | 2                    |                      |                      |
| 2022-2023 | Boxers de Bordeaux     | Ligue Magnus | 43 | 7                | 8                | 15               | 16               | 4                | 0 | 0                    | 0                    | 2                    |                      |                      |
| 2023-2024 | Boxers de Bordeaux     | Ligue Magnus | 44 | 5                | 10               | 15               | 22               | 18               | 1 | 0                    | 1                    | 2                    |                      |                      |

| Saison    | Équipe             | Compétition       |    | Saison régulière | Saison régulière | Saison régulière | Saison régulière | Saison régulière |   | Séries éliminatoires | Séries éliminatoires | Séries éliminatoires | Séries éliminatoires | Séries éliminatoires |
| Saison    | Équipe             | Compétition       | PJ | B                | A                | Pts              | Pun              | PJ               | B | A                    | Pts                  | Pun                  |                      |                      |
| 2010-2011 | Gothiques d'Amiens | Coupe de la Ligue | 5  | 0                | 0                | 0                | 2                | 2                | 0 | 0                    | 0                    | 0                    |                      |                      |
| 2011-2012 | Gothiques d'Amiens | Coupe de la Ligue | 5  | 0                | 0                | 0                | 2                | 4                | 0 | 0                    | 0                    | 0                    |                      |                      |
| 2012-2013 | Gothiques d'Amiens | Coupe de la Ligue | 5  | 0                | 0                | 0                | 2                | 2                | 0 | 0                    | 0                    | 0                    |                      |                      |
| 2013-2014 | Albatros de Brest  | Coupe de la ligue | 6  | 0                | 1                | 1                | 0                |                  |   |                      |                      |                      |                      |                      |
| 2014-2015 | Boxers de Bordeaux | Coupe de la ligue | 6  | 1                | 0                | 1                | 6                |                  |   |                      |                      |                      |                      |                      |
| 2015-2016 | Boxers de Bordeaux | Coupe de la ligue | 6  | 0                | 2                | 2                | 0                | 4                | 1 | 0                    | 1                    | 2                    |                      |                      |